# Geografía de Guinea

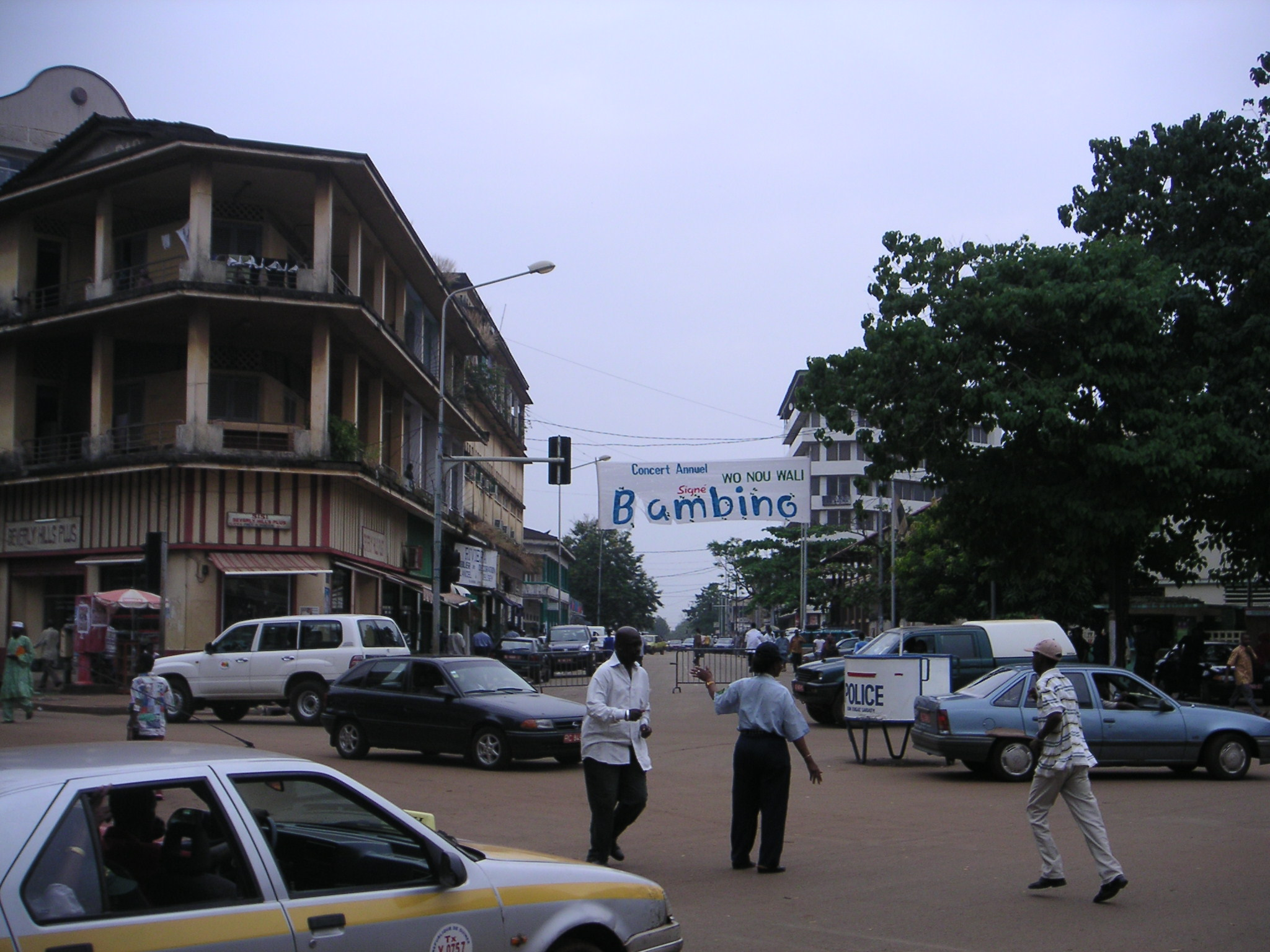
Calles de Conakri.

Topografía de Guinea.

Guinea es un país situado en la costa oeste de África. Limita al norte con Guinea Bissau y Senegal, al sur con Sierra Leona, al sureste con Liberia y al este con Malí y Costa de Marfil.

## Relieve y biogeografía
Guinea se caracteriza por tener cuatro zonas geográficas, de oeste a este: la Guinea marítima o Baja Guinea (regiones de Kindia y Boké); la Guinea media, formada por tierras altas y montañosas (regiones de Labé y Mamou), fuente de numerosos ríos; la Alta Guinea, una zona de sabana (regiones de Kankan y Faranah), que vierte hacia el norte, y la Guinea de bosques (región de Nzérékoré), en el extremo oriental.
La Baja Guinea o Guinea marítima está dominada por una zona de hundimiento que ha formado rías y estuarios poblados por manglares, con islas que en su día fueron colinas. La capital, Conakri, se encuentra en la isla Tombo, en el extremo de la península Kaloum. Detrás se extiende una región llana que empieza a ganar en altura, cubierta de selva y sabana. Tiene una anchura de entre 48 y 80 km de norte a sur, formada por un substrato de granito cubierto de laterita roja con alto contenido en óxido de hierro y arenas.
La Guinea media está dominada por el macizo de Futa Yallon, de casi 82.000 km² con una altura media de 1000 m y un máximo de 1.515 m en el monte Lura. Rompe con la llanura formando escarpes de arenisca que terminan en mesetas cortadas por profundos valles en los que aparecen restos de vulcanismo, como en el macizo de Kakoulima (998 m). El punto más alto es el monte Tamgué (1.538 m). Aquí se originan varios importantes ríos de África, entre ellos el río Senegal, el río Níger y el río Gambia. El paisaje corresponde a  selva montana guineana. 
En la Guinea Superior o Alta Guinea, el territorio es más llano y el paisaje corresponde al mosaico de selva y sabana de Guinea. Los valles están orientados hacia el norte, forman parte de la llanura del río Níger y se dirigen hacia el Sahara. A veces emergen colinas graníticas o de gneiss en un terreno formado por esquistos y cuarcita, con una elevación media de 300 metros.
Finalmente al este, en la Guinea selvática o de los bosques, el paisaje corresponde a la selva guineana occidental de tierras bajas, una zona aislada de colinas en el extremo oriental del país que culmina en el monte Nimba (1.752 m), declarado patrimonio de la humanidad por la (Unesco), a caballo entre Guinea y Costa de Marfil, con un roquedo similar al del resto de Guinea.

## Clima

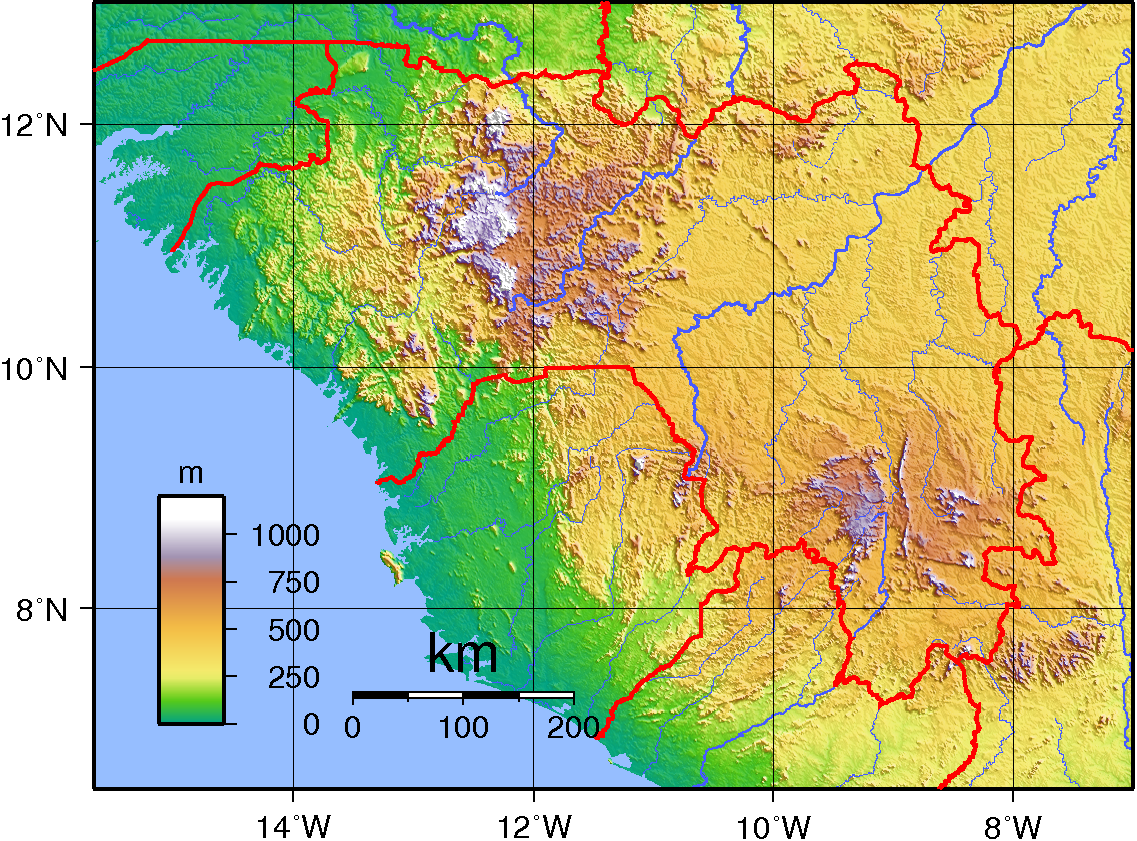
Guinea, relieve.

El clima de Guinea es tropical con dos estaciones bien definidas: una seca, de noviembre a marzo, en que no llueve prácticamente nada, y otra húmeda, monzónica, de abril a octubre, cuando la Zona de convergencia intertropical (ZCIT) se desplaza hacia el norte. Precisamente, la llegada a Guinea de la vertical de la ZCIT en junio marca el máximo de las lluvias, que son diluviales los siguientes cuatro meses.
Las lluvias son más abundantes en la costa, con mucha diferencia. En Conakry caen una media de 3.775 mm en 132 días, entre abril y octubre, con temperaturas que oscilan entre los 22.oC y los 32.oC, con apenas dos grados de diferencia entre el húmedo verano y el invierno. Las precipitaciones disminuyen hacia el norte; en las montañas de Futa Yallon caen entre 1.500 y 2.300 mm anuales; en Koundara, en el extremo noroeste, cerca de Senegal, el calor es asfixiante antes de las lluvias, con máximas medias de 37.oC a 39.oC entre febrero y mayo, y mínimas de 16.oC en diciembre y enero, aunque también se alcanzan los 34.oC en invierno. En Koundara caen 1100 mm en 70 días, entre mayo y octubre. En el extremo oriental, en la Guinea selvática, las temperaturas y las lluvias son más suaves; en Nzérékoré, cerca de Liberia y Costa de Marfil, caen 1.840 mm en 130 días, con mínimas de 16.oC y máximas de 32.oC. Un poco más al oeste, en Macenta, caen 2500 mm al año.

## Hidrografía

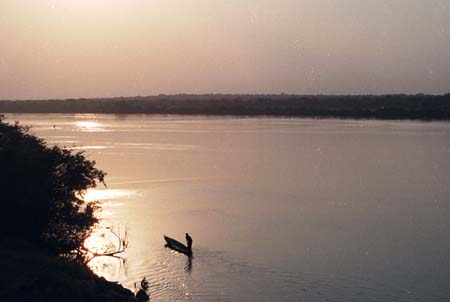
Una canoa en el río Níger a su paso por Guinea

La región de Fouta Djallon marca la divisoria de aguas entre el sur y el norte en Guinea. Varios ríos fluyen desde esta zona montañosa hacia el océano Atlántico, entre ellos, los ríos Cogon; Fatala; Konkouré (con los embalses de Kaleta y Garafiri y su afluente el Kakrima, y el río Kolenté, que forma frontera con Sierra Leona, donde desemboca. El río Tominé se dirige primero hacia el oeste y al entrar en Sierra Leona se convierte en el río Corubal.
Hacia el norte y en estas mismas montañas nacen varios ríos importantes en África Occidental. El río Gambia se dirige hacia el norte bordeando el monte Tamgué (1.537 m) poco antes de entrar en Senegal. El río Bafing nace cerca del monte Kavendou (1.425 m), en el extremo sur de Fouta Djallon, y se dirige hacia el norte, a Senegal, donde se unirá con el río Baoulé para formar el río Senegal. 
La mitad oriental de Guinea está dominada por la cuenca del río Níger, que nace en los montes Loma, en el extremo oriental de Fouta Djallon, cerca de la frontera con Sierra Leona y fluye hacia el norte durante más de 100 km hasta entrar en Malí. Por la izquierda, tiene como afluente al río Tinkisso; por la derecha, los ríos Niandan, Milo y Dion (o río Sankarani), procedentes de la selva montana del este de Guinea (montañas de Kissidougou, 1.129 m, Tio, 1.423 m, y monte Nimba (1.752 m), antes de atravesar la llanura nigeriana de selva y sabana.

## Áreas protegidas de Guinea

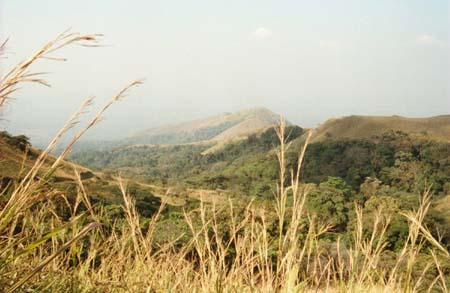
Paisaje del monte Nimba

En Guinea hay 125 áreas protegidas, unos 87.842 km², el 35,65 por ciento del territorio, y 583 km² de áreas marinas, el 0,53 por ciento de los 110.000 km² que corresponden a Guinea. En esta extensión hay 3 parques nacionales, 98 bosques clasificados, 1 reserva de fauna, 1 reserva integral, el monte Nimba, que además es patrimonio de la humanidad y reserva de la biosfera de la Unesco, y 1 zona no clasificada que es sitio Ramsar. Además, hay 16 sitios Ramsar y 4 reservas de la biosfera clasificadas por la Unesco, de las que 2 son parques nacionales (Badiar y Alto Níger), 1 es el monte Nimba y otra es el macizo de Ziama.
- Parque nacional de Badiar, 382 km²

- Parque nacional del Alto Níger, 6.740 km², también reserva de la biosfera.

- Parque nacional del Bosque de Mafou, 524 km²

- Reserva natural integral del Monte Nimba, 130 km²

- Reserva de la biosfera de los montes Nimba, 1.452 km²

- Reserva de la biosfera del Macizo de Ziama, 1.162 km²

- Reserva de fauna de Tristao, 850 km², también sitio Ramsar.

- Reserva de la biosfera de Badiar, 2.843 km²

Guinea mantiene en la actualidad 16 sitios clasificados como de interés ornitológico por la Convención Ramsar, con una superficie de 90.654 km², 9,065,446 hectáreas.
- Bafing-Falémé, 5.173 km²

- Gambie-Koulountou, 3.682 km²

- Islas Tristao, 850 km²

- Isla Alcatraz, 1 ha

- Río Kapatchez, 6.793 km²

- Río Pongo, 6.005 km²

- Konkouré, 900 km²

- Isla Blanca, 10 ha

- Gambie-Oundou-Liti, 5.274 km²

- Bafing-Source, 3.172 km²

- Tinkisso, 12.289 km²

- Niger-Tinkisso, 4.006 km²

- Niger-Niandan-Milo, 13.990 km²

- Sankarani-Fié, 16.560 km²

- Niger-Mafou, 10.154 km²

- Niger Source, 1.804 km²